# Canular du garçon en ballon
Le canular du garçon en ballon (Balloon boy hoax) est le nom donné par les médias à un fait divers survenu le 15 octobre 2009 aux États-Unis. Le couple Richard et Mayumi Heene libèrent un ballon à hélium qu'ils ont confectionné eux-mêmes en forme de soucoupe volante argentée à Fort Collins, Colorado, et alertent les autorités en affirmant que leur fils Falcon, âgé de six ans, est piégé à bord. Le ballon atteint 2 100 mètres d'altitude pendant son vol de 90 minutes,,. Des hélicoptères de la Garde nationale et la police locale se lancent à la poursuite du ballon, plus de 80 kilomètres plus loin, le ballon atterrit à environ 19 kilomètres au nord-est de l'aéroport international de Denver. L'enfant n'est pas à bord. Un témoin signale avoir vu un objet tomber du ballon, et une recherche commence. Plus tard dans la journée, le garçon est retrouvé caché dans le grenier de sa maison, où il serait resté tout le temps.
Des soupçons de canular surgissent rapidement. Le 13 novembre 2009, Richard Heene plaide coupable d'avoir tenté d'influencer un fonctionnaire ; il est condamné à 90 jours de prison et 36 000 dollars de dédommagement. Sa femme écope de 20 jours de prison.
Mais la famille Heene continue de clamer son innocence, arguant ignorer que l'enfant n'était pas à bord et avoir plaidé coupable sous la menace de l’expulsion de Mayumi Heene vers son Japon natal,. Le 23 décembre 2020, les Heenes sont graciés par le gouverneur du Colorado Jared Polis.

## Contexte
Richard Heene (/hÏni/) et Mayumi Iizuka (飯塚雅弓, Iizuka Mayumi)  sont mariés depuis 1997,. Richard Heene consacre une partie de son temps à chasser les tempêtes depuis les années 1970 et s'intéresse aux OVNI,. Le couple a trois fils nommés Falcon, Bradford et Ryo.
La famille a participé à deux reprises à l'émission de télé-réalité Wife Swap, Richard Heene y exprimant sa conviction que l'humanité descend d'extraterrestres et évoquant l'idée de fabriquer des soucoupes volantes pour les lancer lors de tempêtes. Depuis, le couple a postulé en vain à plusieurs émissions de télé-réalité.

### Le ballon
Selon Richard Heene le ballon en forme de soucoupe est un des premiers prototypes d'un véhicule que « les gens peuvent sortir de leur garage et planer au-dessus de la circulation ». A ses dires quand « la minuterie haute tension » est allumée, le ballon « émettrait un million de volts toutes les cinq minutes pendant une minute »  pour « se déplacer à gauche et à droite — horizontalement ».
Le ballon, 6,1 m de diamètre et 1,5 m de haut est constitué de bâches en plastique collées recouvertes d'une feuille d'aluminium et maintenues avec de la corde et du ruban adhésif. Il emporte une boîte en contreplaqué fin et en carton,.
Entièrement gonflé, un tel appareil contient environ 28 m3 d'hélium et peut soulever une charge de 20 à 30 kg selon l'altitude (Fort Collins est à une élévation d'environ 1 500 m,).

## L'incident

Localisation de Fort Collins dans le comté de Larimer au Colorado

Après le décollage du ballon, que les Heene prétendent croire attaché par une corde de sécurité,, la famille aurait appelé la Federal Aviation Administration, sans que ce fait soit confirmé, puis une filiale de la chaîne Denver NBC à laquelle ils demandent l'envoi d'un hélicoptère pour suivre la progression du ballon, et à 11 h 29 les services d'urgence.
Le ballon, suivi par des hélicoptères, dérive sur 97 km. Les avions à proximité sont déroutés (mais le trafic à l'aéroport de Denver n'est pas suspendu). Il atterrit  à 13 h 35 près de Keenesburg, 19 km au nord-est de l'aéroport international de Denver.
Le garçon n'étant pas à bord, les autorités s'inquiètent qu'il puisse être tombé en vol, d'autant qu'un shérif déclare que la caisse est déverrouillée, et qu'un autre rapporte avoir vu quelque chose se détacher de l'aéronef près de Platteville. Les équipes de recherche et sauvetage du Colorado se lancent à la recherche du corps.
À environ 16 h 14, les journaux télévisés annoncent que le garçon a été retrouvé dans les combles du garage familial.
Le New York Post estime le coût total de l'opération de sauvetage à environ 2 millions de dollars.

## Suites judiciaires
Après l'incident, plusieurs agences de presse se demandent s'il ne s'agirait pas d'un canular. Dans la soirée, au Larry King Live sur CNN, le journaliste Wolf Blitzer demande à Falcon : « Pourquoi n'es-tu pas sorti du garage ? ». L'enfant répond en s'adressant à ses parents : « Vous avez dit que, euh, on faisait ça pour l'émission ».
Le 18 octobre, les autorités qualifient l'incident de canular, estimant « avoir des preuves qu'il s'agit d'un coup publicitaire dans l'espoir de mieux se vendre pour une émission de télé-réalité »,.
Mayumi admet qu'elle « savait depuis le début que Falcon se cachait dans la résidence ». L'enquête conclut que le couple planifie le canular depuis environ deux semaines et « a demandé aux trois enfants de mentir aux autorités et aux médias », dans le but de rendre la famille « plus vendable aux médias ».
En novembre, les deux parents plaident coupable des accusations portées contre eux,. Richard est condamné à 90 jours de prison, à 100 heures de travaux d'intérêt général et à verser 36 000 dollars de dédommagement. Mayumi écope de 20 jours de travaux communautaires supervisés en prison, peine reportée à l'issue de celle de son mari pour assurer la garde des enfants,. 
Mais dès 2010 et à plusieurs reprises depuis, Richard Heene clame qu'il n'a plaidé coupable que pour empêcher l'expulsion potentielle de sa femme, de nationalité japonaise,,.
Le 23 décembre 2020, le gouverneur Jared Polis gracie les Heene, affirmant qu'ils avaient déjà « payé le prix aux yeux du public » et qu'il était temps pour le Colorado de tourner la page,.